# Episodi di Dharma & Greg (prima stagione)
La prima stagione della serie televisiva Dharma & Greg è stata trasmessa in prima visione negli Stati Uniti da ABC dal 24 settembre 1997 al 20 maggio 1998.
In Italia è stata trasmessa in prima visione dal 29 settembre 2001 su Italia 1.
| nº | Titolo originale                                               | Titolo italiano               | Prima TV USA      | Prima TV Italia   |
| -- | -------------------------------------------------------------- | ----------------------------- | ----------------- | ----------------- |
| 1  | Pilot                                                          | Amore a prima vista           | 24 settembre 1997 | 29 settembre 2001 |
| 2  | And the In-Laws Meet                                           | Consuoceri a confronto        | 1º ottobre 1997   |                   |
| 3  | Shower the People You Love With Love                           | Doccia d'amore                | 8 ottobre 1997    |                   |
| 4  | And Then There's the Wedding                                   | Finalmente sposi              | 15 ottobre 1997   | 6 ottobre 2001    |
| 5  | The Ex-Files                                                   | Uomo ideale cercasi           | 22 ottobre 1997   |                   |
| 6  | Yoga and Boo Boo                                               | Chi yoga e chi non yoga       | 29 ottobre 1997   |                   |
| 7  | Indian Summer                                                  | Lo spirito indiano            | 5 novembre 1997   | 7 ottobre 2001    |
| 8  | Mr. Montgomery Goes to Washington                              | Greg: "candidato modello"     | 12 novembre 1997  |                   |
| 9  | He Ain't Heavy, He's My Father                                 | Mio padre il sovversivo       | 19 novembre 1997  |                   |
| 10 | The First Thanksgiving                                         | Liberate il tacchino!         | 26 novembre 1997  | 13 ottobre 2001   |
| 11 | Instant Dharma                                                 | Concorrenza sleale            | 10 dicembre 1997  |                   |
| 12 | Haus Arrest                                                    | Arresti domiciliari           | 17 dicembre 1997  |                   |
| 13 | Do You Want Fries With That?                                   | Verso la felicità             | 7 gennaio 1998    | 20 ottobre 2001   |
| 14 | Old Yeller                                                     | Vecchio giallone              | 21 gennaio 1998   |                   |
| 15 | The Second Coming of Leonard                                   | Ritorno di Leonard            | 4 febbraio 1998   | 27 ottobre 2001   |
| 16 | Dharma and Greg's First Romantic Valentine's Day Weekend       | Luna di neve!                 | 11 febbraio 1998  |                   |
| 17 | The Official Dharma & Greg Episode of the 1998 Winter Olympics | Imprese disperate             | 25 febbraio 1998  | 3 novembre 2001   |
| 18 | Daughter of the Bride of Finkelstein                           | Sposati è bello               | 4 marzo 1998      | 10 novembre 2001  |
| 19 | Dharma's Tangled Web                                           | Dharma nel ginepraio          | 11 marzo 1998     |                   |
| 20 | The Cat's Out of the Bag                                       | Tanto va la gatta al lardo... | 1º aprile 1998    | 17 novembre 2001  |
| 21 | Spring Forward, Fall Down                                      | Ballando sul tetto            | 28 aprile 1998    |                   |
| 22 | Much Ado During Nothing                                        | Giro dell'oca                 | 13 maggio 1998    | 24 novembre 2001  |
| 23 | Invasion of the Buddy Snatcher                                 | Amici miei                    | 20 maggio 1998    |                   |

## Amore a prima vista
- Titolo originale: Pilot
- Diretto da: James Burrows
- Scritto da: Dottie Dartland e Chuck Lorre

### Trama
Dharma e Greg, ancora bambini, si incontrano sulla metropolitana e si scambiano un lungo sguardo. Vent'anni dopo i due si rivedono sempre in metro, s'innamorano e impulsivamente decidono di scappare e sposarsi. Subito dopo il matrimonio, però, sorgono inevitabili litigi causati dalle enormi differenze tra loro, e dai loro genitori. I due neosposi sembrano sul punto di lasciarsi, ma Greg raggiunge la moglie e i due appianano i loro contrasti.
- Guest star: Elaine Kagan (donna sul treno), Scott Haven (Karl), John Mariano (uomo), Megan Butala (giovane Dharma), Matthew Weiss (giovane Greg)
- Ascolti USA: 16 090 000 telespettatori[11]

## Consuoceri a confronto
- Titolo originale: And the In-Laws Meet
- Diretto da: Will Mackenzie
- Scritto da: Dottie Dartland e Chuck Lorre

### Trama
Dharma e Greg decidono di organizzare una festa per festeggiare il loro matrimonio, ma i rispettivi genitori intervengono con l'obiettivo di avere la festa come la vogliono loro. Dharma riesce infine ad imporsi e a trovare una via di mezzo.
- Guest star: Lillian Hurst (Celia)
- Ascolti USA: 14 040 000 telespettatori[12]

## Doccia d'amore
- Titolo originale: Shower the People You Love With Love
- Diretto da: Will Mackenzie
- Scritto da: Bill Prady

### Trama
Greg, trasferitosi a casa di Dharma, non riesce ad abituarsi alla vasca da bagno e sente la mancanza della doccia. Sia lui che Dharma, senza consultarsi, decidono di installarne una. Nel frattempo Kitty mostra a Dharma un appartamento dotato di ogni comfort che ritiene essere perfetto per la coppia, ma la giovane non è convinta perché la casa non rispecchia il suo stile di vita. Intanto, Edward e Larry iniziano a litigare per i motivi più disparati durante una partita a golf con Greg e Peter.
- Guest star: Jon Cryer (Brian), Joe Hulser (pilota)
- Ascolti USA: 14 870 000 telespettatori[13]

## Finalmente sposi
- Titolo originale: And Then There's the Wedding
- Diretto da: Will Mackenzie
- Scritto da: Regina Stewart

### Trama
Dharma e Greg celebrano il loro matrimonio una seconda volta davanti alle rispettive famiglie. I due non sono entusiasti della cosa, ma decidono di farlo per evitare che Kitty ci resti male. Durante il ricevimento i genitori di Greg iniziano a litigare fin quasi a spingersi al divorzio mentre Abby si arrabbia con Larry, colpevole di aver mangiato della carne. Pete e Jane hanno un incontro amoroso nel ripostiglio del Country club.
- Guest star: Nick Toth (Dave), John Byner (reverendo James), Skye McKenzie (fotografo)
- Ascolti USA: 15 500 000 telespettatori[14]

## Uomo ideale cercasi
- Titolo originale: The Ex-Files
- Diretto da: Tom Moore
- Scritto da: Eric Zicklin

### Trama
Dharma diventa gelosa quando scopre che Barbara, l'ex fidanzata di Greg è tornata da Washington, tanto più che questa sembra avere con l'uomo molti più punti in comune di lei. Greg però riesce a far capire a sua moglie di essere la sola persona giusta per lui.
- Guest star: Nick Toth (Dave), Lucille Soong (signora Kwan), Eliza Coyle (Barbara), Valente Rodriguez (Roman), Thomas Hildreth (Scott), David Lee Smith (Sid), Walter Borchert (Dave), Arsenio "Sonny" Trinidad (sig. Kwan)
- Ascolti USA: 15 630 000 telespettatori[15][N 2]

## Chi yoga e chi non yoga
- Titolo originale: Yoga and Boo Boo
- Diretto da: Gail Mancuso
- Scritto da: Regina Stewart e Eric Zicklin

### Trama
Nel tentativo di ridurre il suo livello di stress, Dharma prova a far scoprire a Greg le virtù dello yoga. Durante una lezione, Greg sfida Pete nel mantenere più a lungo una posizione finendo per procurarsi uno strappo. Dharma lo convince che questo è il messaggio che l'universo gli manda perché si stacchi dalla sua vita frenetica così si offre di sostituire il marito in ufficio pur di farlo restare a casa ma combina dei guai.
- Guest star: Yeardley Smith (Marlene), Virginia Morris (Luddy), Jack Shearer (voce)
- Ascolti USA: 15 010 000 telespettatori[16]

## Lo spirito indiano
- Titolo originale: Indian Summer
- Diretto da: Philip Charles MacKenzie
- Scritto da: Don Foster e Charles Harper Yates

### Trama
Sul tetto del palazzo, Dharma e Jane trovano un anziano nativo americano, che spiega loro di essere in procinto di morire e di trovarsi lì perché in quel luogo, in passato, sorgeva un cimitero indiano. Dharma decide di invitarlo a vivere nella loro casa fino al momento della sua morte, che si dovrà svolgere secondo un preciso rituale. Greg è convinto che l'uomo stia organizzando un furto nel loro appartamento. Quando l'anziano sembra scomparso, Greg si convince che il furto sia stato compiuto, ma in realtà poi si scopre che l'uomo è morto placidamente nella loro casa, come da rituale.
- Ascolti USA: 14 870 000 telespettatori[17]

## Greg: "candidato modello"
- Titolo originale: Mr. Montgomery Goes to Washington
- Diretto da: Philip Charles MacKenzie
- Scritto da: Bill Prady, Regina Stewart e Chuck Lorre

### Trama
Greg ha un'occasione per essere eletto parlamentare ma è preoccupato che l'anticonformismo di Dharma e della sua famiglia possa essere deleterio per la campagna elettorale. Dharma allora fa di tutto per apparire come la moglie ideale di un candidato. Durante una conferenza, però, Greg si fa sorprendere con la cerniera dei pantaloni abbassata, e in seguito viene fotografato mentre ha un rapporto sessuale in auto con la moglie. La campagna elettorale sembra essere al capolinea.
- Guest star: Maree Cheatham (senatore), James Eckhouse (Andy), Kevin Cooney (Earl Washburn), Dawn Comer (reporter), Bill Maher (se stesso)
- Ascolti USA: 14 420 000 telespettatori[18]

## Mio padre il sovversivo
- Titolo originale: He Ain't Heavy, He's My Father
- Diretto da: Gail Mancuso
- Scritto da: Bill Prady e Sid Youngers

### Trama
A causa del suo lavoro, Greg richiede un miglioramento delle sue condizioni di sicurezza. Per ottenere questo risultato, come da prassi, vengono effettuati controlli su lui e sulla sua famiglia. Larry è costretto a fuggire poiché anni fa aveva bruciato gli schedari della leva militare. Si scopre anche che Edward non ha mai divorziato dalla sua prima moglie e che quindi non è regolarmente sposato con Kitty.
- Guest star: Raphael Sbarge (agente Carson), Joel McKinnon Miller (Keeper), Jesse D. Goins (poliziotto)
- Ascolti USA: 14 880 000 telespettatori[19]

## Liberate il tacchino!
- Titolo originale: The First Thanksgiving
- Diretto da: Gail Mancuso
- Scritto da: Chuck Lorre e Dottie Dartland

### Trama
Per il giorno del ringraziamento, Dharma decide di cucinare per la famiglia riunita con qualche difficoltà poiché i suoi genitori sono a digiuno per protestare contro l'uccisione dei tacchini mentre Kitty ed Edward hanno già prenotato in un ristorante di lusso. Dharma ha qualche difficoltà in cucina, in particolare con un'aragosta e con delle cipolle, che normalmente le piacciono ma in questa occasione non riesce a sopportarne l'odore.
- Ascolti USA: 13 510 000 telespettatori[20]

## Concorrenza sleale
- Titolo originale: Instant Dharma
- Diretto da: Gail Mancuso
- Scritto da: Sid Youngers

### Trama
Il corso di yoga va a rotoli perché tutti gli iscritti hanno deciso di frequentare quello di autodifesa che si svolge in contemporanea. Dharma decide di parlare con l'istruttrice e scopre che questa ha ingannato gli iscritti mostrando loro delle statistiche sugli scippi totalmente irrealistiche. Dharma allora decide di sbugiardare la donna che diventa molto aggressiva.
- Guest star: Drew Carey (uomo del sogno di Dharma), Laurie Metcalf (Spyder), Alison England (Odetta), Bridgett Riley (Stunt Spyder), Erik Stabeanu (Stunt Student), Dana Hee (Stunt Dharma)
- Ascolti USA: 16 690 000 telespettatori[21]

## Arresti domiciliari
- Titolo originale: Haus Arrest
- Diretto da: Gail Mancuso
- Scritto da: Dottie Dartland e Regina Stewart

### Trama
Jennifer, la cugina sedicenne di Greg, si stabilisce da Kitty ed Edward per alcuni giorni. La ragazza non ha un carattere facile e sembra avercela con il mondo intero. Dharma la convince allora a stare a casa loro ma gestire Jennifer non sarà affatto facile.
- Guest star: Lindsay Sloane (Jennifer), Christine Estabreck (Lindsay), Travis Wester (Frank), Brigitta Simene (Marla)
- Ascolti USA: 15 550 000 telespettatori[22]

## Verso la felicità
- Titolo originale: Do You Want Fries With That?
- Diretto da: Ellen Gittelsohn
- Scritto da: Chuck Lorre e Charles Harper Yates

### Trama
Nonostante la recente vittoria in una causa delicata, Greg è avvilito perché pensa che il suo lavoro non abbia uno scopo. Dharma lo spinge così a licenziarsi per cercare il mestiere ideale che lo renda felice scatenando lo sconcerto e la dura opposizione di Kitty ed Edward. Anche quest'ultimo però, spinto dall'esempio del figlio, riscopre una sua passione giovanile.
- Guest star: Allen Garfield (Stan Gottlieb), Dick O'Neill (sig. Waring), Toshi Toda (sig. Tanaka)
- Ascolti USA: 17 510 000 telespettatori[23]

## Vecchio giallone
- Titolo originale: Old Yeller
- Diretto da: Gail Mancuso
- Scritto da: Bill Prady, Eric Zicklin e Don Foster

### Trama
Dharma decide di comprare un'automobile tutta sua. Greg rimane di stucco quando la moglie torna a casa con un mezzo particolare. Intanto Kitty organizza una cena di beneficenza alla quale partecipa lo scultore Salazar, ex fidanzato di Abby.
- Guest star: Paul Sand (Salazar), Steven Shenbaum (Stuart), Kathryn Joosten (donna), David Botrell (Patron), Don Cummings (Valet), James Krog (allenatore)
- Ascolti USA: 15 300 000 telespettatori[24]

## Ritorno di Leonard
- Titolo originale: The Second Coming of Leonard
- Diretto da: Gail Mancuso
- Scritto da: Dottie Dartland e Eric Zicklin

### Trama
Greg è geloso perché Leonard, l'ex fidanzato di Dharma è appena tornato da un viaggio in India. Non avendo un posto per dormire, Dharma lo invita a casa. Inoltre, sia i genitori di Dharma che di Greg sono affascinati dal carattere e dalle esperienze del giovane. Dharma esalta la scelta di castità fatta dall'ex e propone a Greg di seguirne l'esempio.
- Guest star: Yeardley Smith (Marlene), Paul Johansson (Leonard), Chick Hearn (annunciatore/se stesso)
- Ascolti USA: 14 180 000 telespettatori[25]

## Luna di neve!
- Titolo originale: Dharma and Greg's First Romantic Valentine's Day Weekend
- Diretto da: Gil Junger
- Scritto da: Bill Prady e Regina Stewart

### Trama
Per il giorno di San Valentino, Dharma e Greg decidono di passare un romantico week-end in una ridente località sulla neve. Arrivati a destinazione scoprono che in realtà il posto non è bello come il volantino voleva far credere: sono costretti a dormire in una roulotte, e della neve non si vede nemmeno l'ombra. Dharma non sembra scontenta della cosa mentre Greg si lamenta apertamente con i proprietari; la sera, improvvisamente, la roulotte si muove. Abby e Larry cercano di invitare i Montgomery a una riunione ambientalista, ma questi equivocano e credono che i due stiano offrendo loro uno scambio di coppia.
- Guest star: Alice Ghostley (signora Binns), Eric Allan Kramer (ufficiale Davis), Leslie Jordan (Kenny)
- Ascolti USA: 12 400 000 telespettatori[26]

## Imprese disperate
- Titolo originale: The Official Dharma & Greg Episode of the 1998 Winter Olympics
- Diretto da: James Burrows
- Scritto da: Chuck Lorre e Bill Prady

### Trama
Kitty è in crisi poiché ha raggiunto il cinquantesimo compleanno e decide di sottoporsi alla chirurgia plastica. Dharma, Abby e Jane cercano di dissuaderla ma inutilmente così, travestite da donne procaci, portano Kitty al circolo ufficiali per dimostrarle che è ancora una donna attraente. Nel frattempo, Greg, Pete, Larry ed Edward sono travolti dalla febbre dei Giochi olimpici invernali e decidono di simulare le emozioni del bob lanciandosi da una montagna a bordo di una canoa.
- Guest star: Lillian Hurst (Celia), Drew Ebersole (Chris), Dwayne MacEpson (Kevin), Christopher Taaffe (Rich), Brendan Wentworth (Ned)
- Ascolti USA: 13 190 000 telespettatori[27]

## Sposati è bello
- Titolo originale: Daughter of the Bride of Finkelstein
- Diretto da: Gail Mancuso
- Scritto da: Chuck Lorre e Fred Grenlee

### Trama
Dharma e Greg sono costretti a trasferirsi a casa di Kitty ed Edward a causa di una mancanza di acqua nel loro palazzo. In seguito, vengono a sapere che Abby e Larry hanno litigato, perché nel riempire un modulo d'iscrizione Abby aveva dichiarato di essere sposata con Larry. Kitty ed Edward stanno per separarsi, all'insaputa di tutti.
- Guest star: Lillian Hurst (Celia)
- Ascolti USA: 13 800 000 telespettatori[28]

## Dharma nel ginepraio
- Titolo originale: Dharma's Tangled Web
- Diretto da: Ken Levine
- Scritto da: Bill Prady e Regina Stewart

### Trama
Mentre fa visita a Kitty, Dharma intuisce immediatamente cosa sta succedendo: Kitty ed Edward si stanno separando. Kitty, sconvolta, fa promettere a Dharma di non dirlo a Greg, ma questo inganno benintenzionato si amplifica mentre il senso di colpa di Dharma si trasforma in una serie di bugie sempre più frequenti che coinvolgono un'ignara Jane Seymour.
- Guest star: Jane Seymour (se stessa).

- Ascolti USA: 16 520 000 telespettatori[29]

## Tanto va la gatta al lardo...
- Titolo originale: The Cat's Out of the Bag
- Diretto da: Gail Mancuso
- Scritto da: Dottie Dartland e Fred Greenlee

### Trama
Greg non è ancora al corrente del divorzio dei suoi genitori che non sembrano affatto intenzionati a dirglielo. Durante una cena cinese, Dharma decide di svelarglielo attraverso un biscotto della fortuna. Dovendo assentarsi, Jane lascia a Dharma e Greg il suo "gatto" a Dharma.
- Guest star: Teller (sig. Boots), Brooks Almy (Lily), Kathleen Garrett (Audrey), Lucille Soong (nonna cinese), Diana C. Wong (ragazzina cinese), Marian Lee Stryker (madre cinese), Tedd Szeto (ragazzino cinese), Albert Wong (nonno cinese), Penn Jillette (Pimp) - non accreditato, Jane Seymour (se stessa)
- Ascolti USA: 14 000 000 telespettatori[30]

## Ballando sul tetto
- Titolo originale: Spring Forward, Fall Down
- Diretto da: Gail Mancuso
- Scritto da: Chuck Lorre e Bill Prady

### Trama
Si avvicina la primavera, Dharma esegue alcuni rituali insoliti come ballare nuda sul tetto e ricoprire il salotto con un tappeto d'erba. In seguito venuta a sapere che alla festa del country club ci sarà una gara di ballo, decide di parteciparvi a tutti i costi poiché quando era da bambina i suoi genitori le hanno vietato qualunque tipo di competizione.
- Guest star: Nick Toth (Dan), Julia Pennington (Cheryl), Valdas Padriezas (Eric), Lilya Padriezas (Gaby), Virginia Hamilton (Marcy), Scott Haven (Ted), Sid Youngers (guardia di sicurezza)
- Ascolti USA: 12 940 000 telespettatori[31]

## Giro dell'oca
- Titolo originale: Much Ado During Nothing
- Diretto da: Ken Levine
- Scritto da: Eric Zicklin e Chuck Lorre

### Trama
Greg scopre della gara dell'oca di gesso in atto tra Dharma e Jane: chi copula nel posto più strano conquista il diritto a tenere il soprammobile nella propria casa. Jane riesce a strappare il trofeo a Dharma ma Greg, stuzzicato dalla competizione, intende riconquistarlo.
- Guest star: Tim Hutchinson (Samuel), Michael Kestroff (Lou), Andy Umberger (poliziotto), Robin Benaccorsi (Stunt Dharma), Merritt Yohnka (Stunt Greg), Dave Florek (Mel)
- Ascolti USA: 11 410 000 telespettatori[32]

## Amici miei
- Titolo originale: Invasion of the Buddy Snatcher
- Diretto da: Gail Mancuso
- Scritto da: Susannah Hardaway e Charles Harper Yates

### Trama
Quando Greg organizza una partita di poker, Dharma ne approfitta per incontrare gli amici del marito. Piccole gelosie emergono quando inizia a stringere amicizia con gli uomini e a consigliarli in privato su questioni personali – tra cui bancarotta, impotenza e una cotta tremenda che uno di loro ha per Greg – e a loro volta questi iniziano a sentirsi a disagio con Greg perché non vuole condividere i suoi sentimenti con loro. Turbato dal fatto che Dharma abbia preso il controllo dei suoi amici, Greg cerca di bluffarla sostenendo di avere dei piani per uscire con Jane. Quando Dharma la considera un'idea "fantastica", si ritrova coinvolto in un bizzarro gioco di ruolo con gli stranissimi amici di Jane. Nel frattempo, Kitty ed Edward sono infelici perché la loro piscina viene invasa dagli uccelli acquatici. L'entrata in scena di Abby, che ha una laurea a Berkeley in intelligenza ornitologica, potrebbe risolvere la situazione.
- Ascolti USA: 10 980 000 telespettatori[33]